# اینبورسا
اینبورسا (به اسپانیایی: Inbursa) شرکت خدمات مالی و بانکداری مکزیکی است، که در زمینه ارائه خدمات مدیریت سرمایه‌گذاری، بیمه‌های عمومی، بیمه اتومبیل، بیمه سلامت، بانکداری شرکتی و مزایای بازنشستگی فعالیت می‌کند.
شرکت اینبورسا در سال ۱۹۹۲ تأسیس شد. دفتر مرکزی این شرکت در شهر مکزیکو سیتی قرار دارد و بخشی از سهام آن در بازار بورس اوراق بهادار مکزیک معامله می‌شود.